# Hosay
Hosay ook wel Tajiyá, Taziya of Tadjah genoemd, is een Islamitisch feest, dat vooral door Indo-Caraïbische moslims wordt gevierd in Jamaica, Trinidad en Tobago, Belize en andere Caraïbische landen. Het feest herdenkt Hoessein en Hassan, die tijdens een veldslag in Karbala, Irak door hun vijanden werden vermoord. Ter gelegenheid van deze herdenking worden veelkleurige modelmausoleums of moskeevormige modelgraven, bekend als tadjah, gebruikt om het symbolische deel van deze herdenking weer te geven. Ze worden gebouwd en geparadeerd, vervolgens op de laatste dag van de viering ritueel naar zee gebracht en uiteindelijk in het water gegooid. Het woord Tadjah komt van Ta'zieh (تعزية) een Arabisch woord dat staat voor betekent troost, condoleance of uiting van verdriet.
Hosay was oorspronkelijk een festival die gevierd werd door de sjiitische minderheid, maar tegenwoordig wordt het feest ook gevierd door de soennitische meerderheid en bijgewoond door zowel moslims als niet-moslims, waaronder hindoes en christenen.
In Suriname en Guyana staat het festival bekend als Tajiyá, Taziya en Tadjah , vernoemd naar de modelmausoleums. Het feest oorspronkelijk gebracht door Brits-Indische contractarbeiders is echter langzaamaan verloren gegaan zowel in Guyana als Suriname. Het Tajiyá-feest stierf een stille dood in Suriname omdat er vaak relletjes ontstonden tussen de verschillende plantages en omdat conservatieve moslims zelf het tajiyá-feest bestempelden als niet-islamitisch en ketters.

## Onderdrukking
De eerste viering van Hosay in Trinidad en Tobago gaat terug tot in 1854 en was moeilijk te controleren in een christelijke kolonie. In 1884 verbood de Britse regering alle soorten vormen van parades en bijeenkomsten. Ongeveer 30.000 mensen vierden het toch in openlijk verzet in San Fernando. De politie als poging om het verzet tegen te houden schoot in op de menigte, dit  zorgde ervoor dat er op 30 oktober die dag 22 doden en nog eens 120 gewonden vielen. Ondanks deze gebeurtenis werd Hosay tot in de jaren 1930 in Trinidad voortgezet. Zowel in de negentiende-eeuwse Trinidad-kranten als in overheidsrapporten werd Hosay denigrerend het 'Koelie Carnival' genoemd.